# Grevillea globosa
Grevillea globosa ,  es una especie de arbusto  del gran género  Grevillea perteneciente a la familia  Proteaceae. Es originaria de Australia Occidental, donde se encuentra en el norte del cinturón del trigo.

## Descripción
Por lo general, crece entre 1 y 3 metros de altura Las inflorescencias globosas aparecen principalmente entre septiembre y enero, y también de forma esporádica durante todo el año en el rango de las especies nativas.

## Taxonomía
Grevillea globosa fue descrita por Charles Austin Gardner y publicado en Journal of the Royal Society of Western Australia 47: 55. 1964.
Etimología
Grevillea, el nombre del género fue nombrado en honor de Charles Francis Greville, cofundador de la Royal Horticultural Society.
globosa: epíteto latíno que significa "con forma de globo"